# Jota castelhana

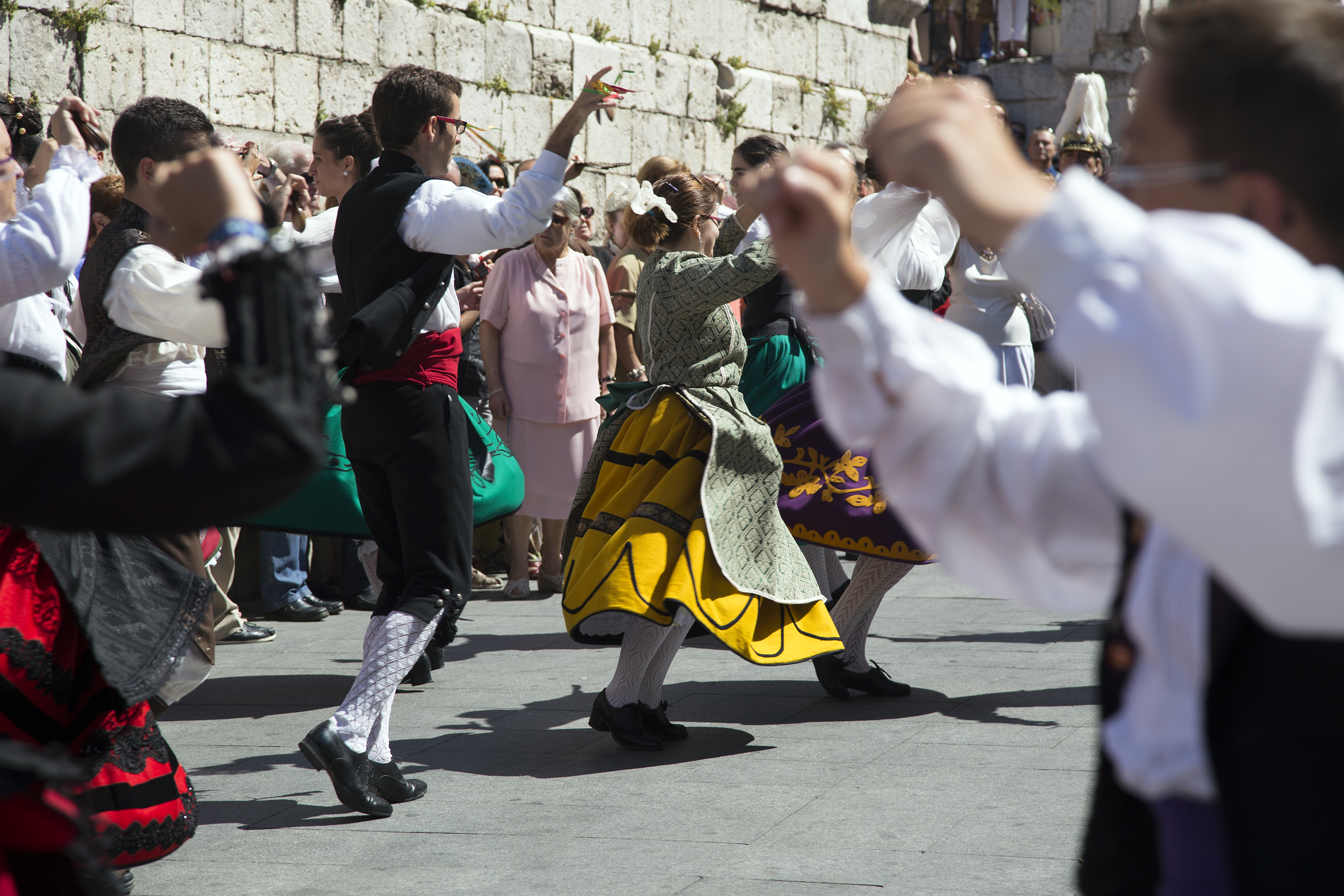
Grupo de danças dançando uma jota castelhana aos pés da catedral de Valladolid com motivo da procissão da Virgen de San Lorenzo.

A jota castelhana é uma manifestação do folclore castelhano (próprio da Castela e Leão, Madrid e Castela-Mancha) de um género musical, a jota, presente na maior parte da geografia espanhola. O termo não se remonta para além do século XVIII.
Costuma-se acompanhar com guitarras, bandurrias, alaúdes, dulzaina e tambor, enquanto o casal de bailarinos dança mantendo as mãos em cima da cabeça, ocasionalmente acompanhados de castanholas. Estes tipos de jotas dançam-se com os característicos passos saltados, um pouco picadaos, e são mais sóbrios e menos movidos e airosos que o equivalente aragonês. A música vai frequentemente acompanhada por canções que recebem o nome de estrofes. Estas às vezes retratam o amor, os casamentos (nos que se davam conselhos e louvores aos noivos), da vida ou de sua religiosidade, mas quase sempre se caracterizam por sua picardia e grande sentido do humor.

## Variantes
- Pingacho ou Pingajo: Aparece em toda a região e inclusive na região portuguesa de Miranda. É um dance de director ou maestro (dança mista de coro e bailarinos), cujas instruções segue o grupo de dançantes executando os passos daquele que indica. De ritmo binário ou ternário.
- Os Alhos: Jota popular em toda a região, foi cantada com quatro frases musicais e estribilho, ainda que se chegou a tocar com compasso binário.
- A Cruz ou a Virgen Branca são danças com restos de ritmos e estruturas diversas pertencentes a paloteos, classificáveis dentro de dança religiosas.
- O Corrido ou Salteado. Consiste em duas partes, a primeira de movimento oscilatório e lateral em marcha rápida e a segunda similar à jota. Sua estrutura é A/B/A/C (duas vezes) D/E/D/F (duas vezes). Tudo se repete três vezes.